# 1453

## Esdeveniments
Països Catalans
Resta del món
- La Busca assoleix el poder municipal a Barcelona.
- 29 de maig: Constantinoble cau sota domini turc i desapareix l'Imperi Romà d'Orient.[1] Aquesta data és considerada per molts la fi de l'edat mitjana.[2]
- La invenció de la impremta inicia una nova revolució cultural.
- Recuperació del llegat platònic a Occident gràcies a l'escola de traductors de Toledo.

## Naixements
Països Catalans
Resta del món
- 1 de setembre - Montilla, Còrdova, Corona de Castella: Gonzalo Fernández de Córdoba, el Gran Capità, militar i noble al servei dels Reis Catòlics (m. 1515).

## Necrològiques
Països Catalans
Resta del món
- 29 de maig - Constantinoble, Imperi Romà d'Orient: Constantí XI Paleòleg, emperador romà d'Orient (n. 1403).[3]